# Taizhou (Zhejiang)
|  | Taizhou er også navnet på en by på præfekturniveau i provinsen Jiangsu |
Taizhou (kinesisk: 台州, pinyin: Tāizhōu) er en by på præfekturniveau i den østlige del af provinsen Zhejiang i Folkerepublikken Kina. Den har et areal på 9,411 km2 og en befolkning på 	5.784.700
mennesker, heraf 	1.537.700 i byområdet. Den grænser til Ningbo i nord, Shaoxing i nordvest, Jinhua i vest, Lishui i sydvest og Wenzhou i syd. Mod øst ligger det Østkinesiske Hav.

## Administration
Bypræfekturet Taizhou administrerer tre distrikter, to byer på amtsniveau og fire amterr.
- Jiaojiang distrikt (椒江区)
- Huangyan distrikt (黄岩区)
- Linhai by (临海市)
- Luqiao distrikt (路桥区)
- Sanmen fylke (三门县)
- Tiantai fylke (天台县)
- Wenling by (温岭市)
- Xianju fylke (仙居县)
- Yuhuan fylke (玉环县)